# 台灣遊民

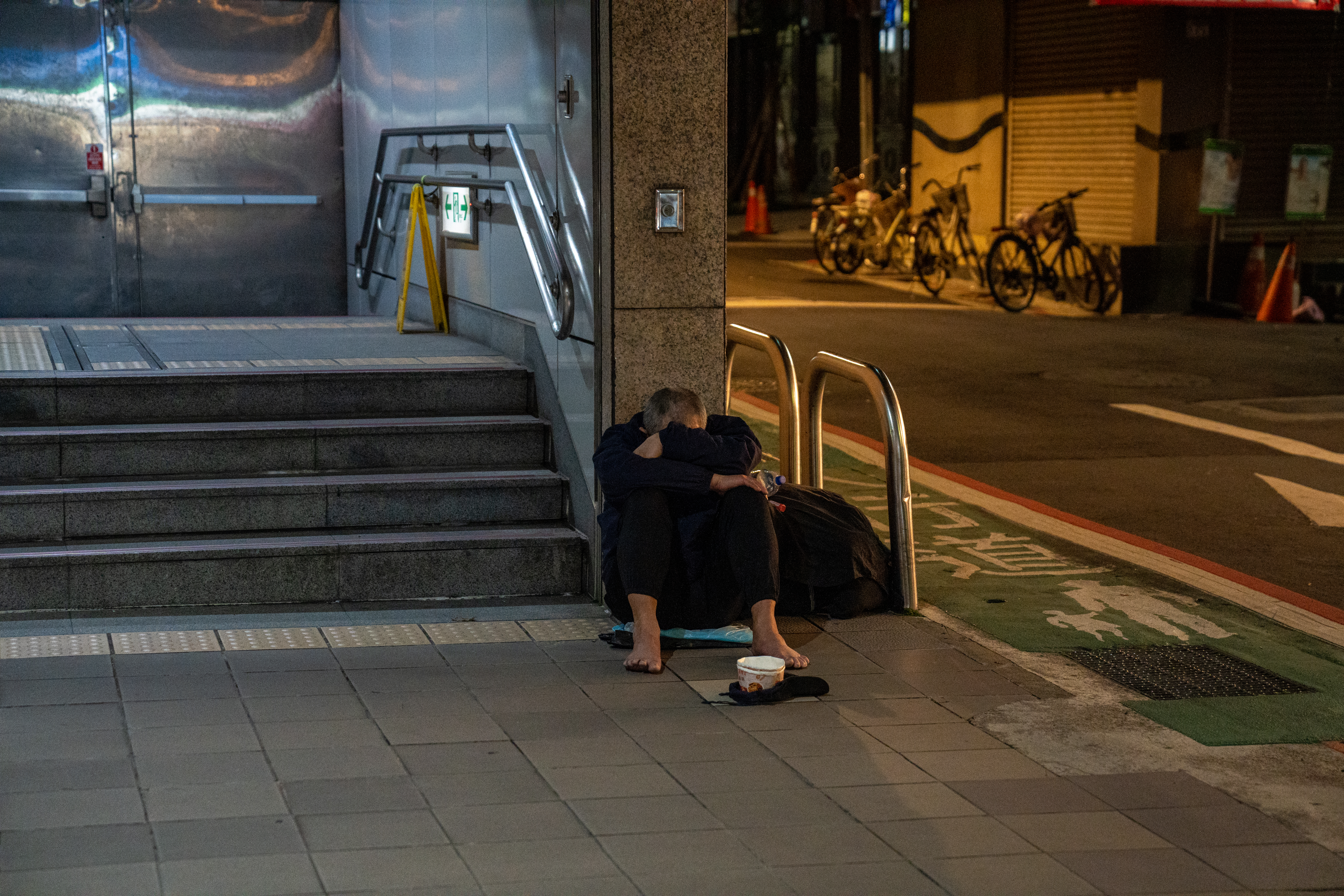
台北市的露宿者

台灣遊民指的是在台灣無家可歸和在外流落街頭之人，依據各級政府單位對遊民的定義及相關法規，可以分為以下數種：
- 「社會救助法」第17條：「警察機關發現無家可歸之遊民，除其他法律另有規定外，應通知社政機關（單位）共同處理，並查明其身分及協助護送前往社會救助機構或社會福利機構安置輔導；其身分經查明者，立即通知其家屬。不願接受安置者，予以列冊並提供社會福利相關資訊。有關遊民之安置及輔導規定，由直轄市、縣（市）主管機關定之。為強化遊民之安置及輔導功能，應以直轄市、縣（市）為單位，並結合警政、衛政、社政、民政、法務及勞政機關（單位），建立遊民安置輔導體系，並定期召開遊民輔導聯繫會報。」[1]
- (已廢止)「台灣省遊民輔導辦法」中的「遊民」,指的是「流浪、流落街頭孤苦無依或於公共場所乞討教化者為遊民，並且還需收容輔導」。

- 「台北市遊民輔導辦法」則指:「於街頭或公共場所棲宿、行乞者與疑似罹患精神疾病、身心障礙而遊蕩無人照顧者為遊民。」

- 「新北市政府街友收容輔導處理要點」第2點定義「街友」為：「本要點所稱街友，係指經常性宿於公共場所或公眾得出入之場所者。」

- 「高雄市遊民收容輔導自治條例」稱遊民為:「流浪(落)街頭、孤苦無依或於公共場所行乞必須收容輔導者。」

其他縣市政府對「遊民」人口的定義的定義大致依循上述各法規內容，大同小異，這些定義大致上也是考量個人有無私領域的空間居所為準，並沒有脫離台灣早期有關遊民的定義─乞丐與流浪漢的定義。

## 概念起源
在台灣地區，近代的遊民字眼最早出現在國民黨政府來台後於 1949 年訂定的「台灣省取締散兵遊民辦法」，此辦法針對當時大量的逃兵及大陸來台不明人士加以取締，此時的遊民被當作罪犯或虞犯由警察機關管控。

此遊民的概念則可以追朔到清治時期的羅漢腳，指無宅無妻,不士不農,不工不商,不負載道路的台灣男性遊民。

## 族群樣貌（人口統計變數）
總數統計：1995年估算全台15000人（1995），
區域分佈（台北有多少等）
教育程度
性別分佈
收入狀況：平均收入6000

## 成因

### 學界的觀點
遊民是一個異質性高的人口組合，其形成原因無法歸因為單一因素，十分複雜。有些因人而異，有些又具有共變性。在2005年對臺灣遊民的訪談調查中，每位受訪者成為遊民的原因都各有不同，卻又具有一些共通性。對於遊民成因的解釋，大致可分類為結構性因素與個人性因素。

#### 結構性因素
結構性因素指的是個人無法掌握的、外在的經濟或社會因素。大致上有下列幾個因素:
- 缺少廉價的社會住宅
- 失業率上升: 由於失業率上升導致家庭所得中斷，因此付不出房租而失去住處。
- 經濟發展衰退
- 貧富不均
- 福利供給不足

需要注意的是，結構性因素彼此之間常是有相關性的，難以將遊民的成因歸因於單一因素。

#### 個人性因素
個人性因素指的是個人的特質、身心狀況等因素。個人性因素非常多樣，大致上包含(但不限於)下列幾個因素:
- 家庭失和: 如家暴、單親家庭出身等
- 健康問題: 如精神疾病、重大傷病者，容易因為沒有能力或行為偏差而失去工作、造成家庭的負擔以及疾病傳染。
- 社會支持網路不足，缺少依靠
- 個人偏差行為，如藥酒癮或懶惰等
- 未具高度專業性，不專精於理財、金融，非相關專業背景或未能提供背景知識

### 遊民自身與機構承辦人員的觀點差異
鄭麗珍於2013年的研究，分別對遊民和遊民業務承辦人員進行遊民成因的問卷調查，結果發現，承辦人員一致認為"家庭功能失調"為遊民問題的第一原因；其次則是"個人不努力"的個人性因素，佔全體受訪者的89.5%；結構性因素的"就業機會不易"則排在第三名(84.2%)；而另一方面，遊民自身則多半認為"失業太久"(68.6%)、"沒錢付房租"(55.0%)、"孤獨一人無依無靠"(39.5%)、"家庭關係不和諧"(28.3%)等為成為遊民的主因。值得注意的是，遊民受訪者中有55.0%的人認為"沒錢付房租"是其淪為遊民的主因，在遊民業務承辦人員中卻只有15.8%的受訪者持同一觀點。

## 典型職業
以小本生意、臨時性、可當天領現、極低時薪或無給薪者為主要工作。（舉牌、陣頭、發傳單、以工代賑之代賑工、志工）

## 社會服務救助途徑

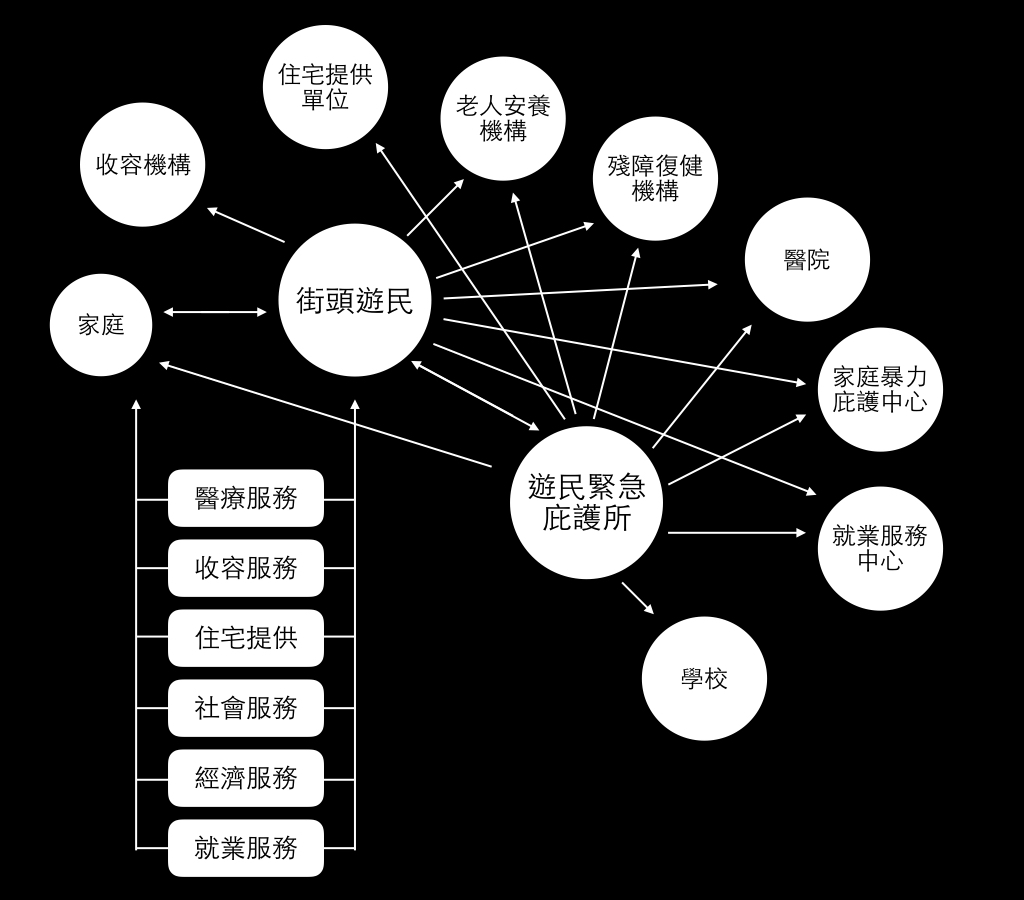
此圖的原稿來自「遊民問題之調查分析」，描述完整的遊民服務社區網絡應有的樣貌。書中同時也指出目前台灣的遊民服務是相當不足的。

### 遊民服務的三個階段

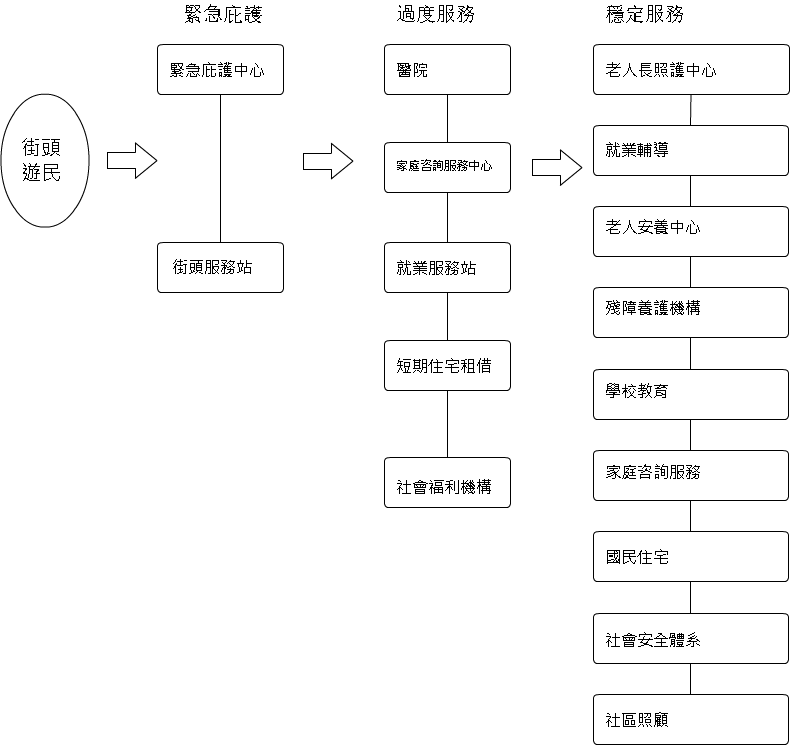
此圖的原稿來自「遊民問題之調查分析」的圖稿因此遊民服務的區域性網路，才是比較能面對社會經濟變遷下遊民的需要。因此做了此圖，讓遊民及人們知道，服務系統的幫助及服務方式。最終目的是要遊民老有所終、幼有所養、有工作能力者皆有就業機會，殘病者有機會治療。

遊民狀態的起落

### 公、私部門的協助
在台灣，遊民歸各縣市政府的社會局的社會救助科管轄。提供醫療、就業、安置、關懷訪視及相關福利供給等服務。民間則由財團法人人安社會福利慈善事業基金會，提供餐飲或盥洗或就業諮詢等服務。
短期、中期、長期安置，安養、就學、就醫、領處方箋、病歷傳送、租屋自立補助、保障基本生活，就業服務（沒有保障，低薪）因此無法自我再運轉，生產。